# Marius Matzow Gulbrandsen
Marius Matzow Gulbrandsen (né en 1975) est un directeur de la photographie norvégien.

## Biographie
Marius est le frère aîné de Jonas Matzow Gulbrandsen, réalisateur norvègien.

## Filmographie
au cinéma
- 2019 : Fish (Court-métrage)
- 2016 : Three Brothers (Court-métrage)
- 2019 : Disco
- 2017 : Valley of Shadows (en)
- 2017 : Tre brødre (Court-métrage)
- 2015 : Dryads - Girls Don't Cry
- 2014 : Patrol (Court-métrage)
- 2014 : Letter to the King
- 2013 : Before Snowfall
- 2012 : Sanctuary
- 2011 : Everything Will Be OK (court-métrage)
- 2010 : Exercise Wolverine (Vidéo Court-métrage)
- 2010 : Steinen fra stjernene (court-métrage)
- 2010 : Lumekuninganna (cy)
- 2010 : Kaffe i Gdansk (court-métrage)
- 2010 : Ella (court-métrage)
- 2009 : Kanada (Court-métrage)
- 2009 : Lille Frø (Court-métrage)
- 2008 : Fiin aargang (Court-métrage)
- 2008 : Varde (Court-métrage)
- 2007 : Peace in Our Time (Court-métrage)
- 2007 : Bennys gym (Court-métrage)
- 2007 : Vinterland (no)
- 2006 : Zamek (sv) (Court-métrage)
- 2005 : Bawke (en) (Court-métrage)
- 2005 : A Song for Rebecca (Court-métrage)
- 2004 : Roomservice (Court-métrage)
- 2003 : The Water Fight (Court-métrage)

à la télévision
- 2017 : Gatebil (série télévisée)
- 2007 : Jak to jest być moją matką

documentaire
- 2015 : Den tilfeldige rockestjernen
- 2008 : Trzech kumpli (pl)

## Récompenses et distinctions
- Kanonprisen 2013 : Meilleure photographie pour Before Snowfall
- Festival du film de Tribeca 2013 : Meilleure photographie pour Before Snowfall
- Festival du film Nuits noires de Tallinn 2010 : Prix Tridens pour Lumekuninganna (cy)